# Jean-Antoine Pelamourgues
Jean Antoine Pelamourgues, né le 9 février 1811 à Graissac et mort à Sainte-Geneviève-sur-Argence le 19 novembre 1875, est un ecclésiastique français qui fut missionnaire aux États-Unis, en particulier dans l'Iowa.

## Biographie
Jean-Antoine Pelamourgues naît à Graissac et est ordonné prêtre, après es études au séminaire, pour le diocèse de Rodez. Après que Mathias Loras est consacré premier évêque de Dubuque à Mobile (Alabama) en 1837, il fait la traversée en bateau, pour recruter de nouveaux prêtres d'Europe pour son diocèse. Il recrute en France deux prêtres enthousiastes, Joseph Crétin (qui deviendra évêque) et Jean-Antoine Pelamourgues, ainsi que quatre séminaristes, Jacques Causse, Lucien Galtier, Rémy Petiot et Augustin Ravoux. Ils font une traversée de l'Atlantique difficile et un voyage de cinquante-quatre jours à l'automne 1838 avant d'arriver à bon port. Ils attribuent le fait d'avoir été sains et saufs grâce à l'intercession de saint Cassien, dont les reliques avaient été données par Grégoire XVI à Mgr Loras, pour sa visite ad limina. Elles se trouvent maintenant sous l'autel de la cathédrale Saint-Raphaël de Dubuque.
À leur arrivée à New York, l'abbé Pelamourgues et les séminaristes se rendent au séminaire Sainte-Marie de Baltimore pour apprendre l'anglais, tandis que Mgr Loras et l'abbé Crétin s'installent à Saint-Louis-du-Missouri pour y passer l'hiver. Au printemps, le RP Samuel Charles Mazzuchelli, op (1806-1864), unique prêtre desservant le diocèse de Dubuque, vient les chercher, ainsi que les autres, pour les escorter jusqu'à Dubuque.

## Curé à Davenport
Mgr Loras effectue une visite pastorale à Davenport au cours de laquelle il doit consacrer la nouvelle église Saint-Antoine, le 23 mai 1839. Les paroissiens lui plaident la nécessité d'avoir un prêtre à plein temps. En juillet suivant, il est encore en visite pastorale autour de Fort Snelling (aujourd'hui Saint Paul), accompagné de l'abbé Pelamourgues. Sur le chemin du retour, ils traversent des villages Sioux. L'abbé Pelamourgues décide de rester un mois à Prairie du Chien pour prêcher et donner les sacrements.

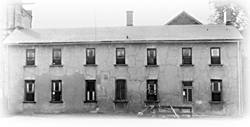
Les premiers bâtiments de Saint-Antoine datant de 1833.

Il est nommé en septembre 1839 premier curé de la paroisse Saint-Antoine de Davenport, et visite également les localités voisines de Muscatine, Burlington, Iowa City, Columbus Junction, DeWitt et Lyons (aujourd'hui Clinton). Il a aussi la responsabilité spirituelle des fidèles se trouvant à Stephenson (en Illinois), de l'autre côté du Mississippi. La localité fait désormais partie de la ville de Rock Island.
Mgr Loras avait le souci de convertir les tribus amérindiennes de son diocèse au christianisme et donne donc à chacun de ses prêtres la responsabilité spéciale d'une tribu particulière, donnant à l'abbé Pelamourgues celle des Sauks et des Renards. Cette partie de sa mission n'est pas couronnée de succès, malgré de nombreuses tentatives. Il a la responsabilité d'une petite communauté de Français venus du Canada ou de France, et d'Irlandais qui arrivent de plus en plus nombreux au fil des années. Au début, il s'exprime mal en anglais, aussi décide-t-il d'apprendre à lire et à parler couramment l'anglais. Il deviendra même professeur d'anglais pour les nouveaux prêtres arrivés au diocèse. Lorsque les immigrants venus des pays germanophones commencent à arriver au milieu du siècle, il apprend également leur langue.
Dès son arrivée à Saint-Antoine, il fait bâtir une école paroissiale, première école de la petite ville, y enseignant lui-même. En attendant qu'elle soit prête (en 1843), les leçons ont lieu à l'église-même, un rideau étant tiré devant l'autel. Il y fait venir les Sœurs de la Charité de la Bienheureuse Vierge Marie, congrégation fondée dix ans plus tôt par Mère Marie-Françoise Clarke (1803-1887), originaire d'Irlande, mais elles quittent l'école un an plus tard à cause de difficultés financières. Elles reviennent en 1855 pour enseigner aux filles de la paroisse, ouvrant l'école de l'Immaculée-Conception (Immaculate Conception School). L'abbé Pelamourgues désire aussi faire venir des religieux pour instruire les garçons, mais il décline l'offre de Mgr Loras d'en faire venir de France, estimant qu'un curé français était déjà largement suffisant pour une paroisse devenue à majorité irlandaise. Il a la réputation dans toute la ville et le diocèse d'être un homme de stricte discipline et un professeur exigeant. Son élève le plus fameux fut John Forrest Dillon qui fit une carrière éminente pour la justice de son pays.

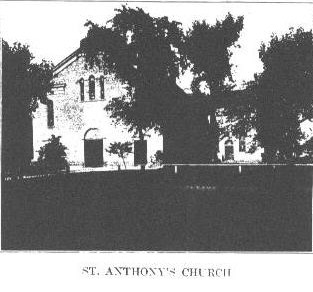
Vue de l'église Saint-Antoine construite dans les années 1850, avec les bâtiments à droite datant de 1883.

Pie IX érige le nouveau diocèse de Saint-Paul-du-Minnesota en 1850 et y place Mgr Joseph Crétin. Ce dernier est remplacé en tant que vicaire général par l'abbé Pelamourgues. Lorsque Mgr Crétin meurt sept ans plus tard, il est choisi comme nouvel évêque pour lui succéder, mais il refuse, préférant demeurer à Davenport. Il devient administrateur du diocèse de Davenport à la mort du deuxième évêque, Mgr Clement Smyth en 1865.
La reconstruction de l'église Saint-Antoine date de 1850. Elle est agrandie et transformée en église de pierre néoclassique à la grecque, particulièrement sobre, mesurant 84 pieds sur 44 pieds. Elle est consacrée en 1853. La paroisse n'a jamais été riche du temps de l'abbé Pelamourgues et les travaux de finition prennent du temps. Lui-même quitte Davenport pendant l'année 1852 pour se rendre en France au chevet de son père mourant.
Davenport s'étend de plus en plus au fur et à mesure de l'arrivée de nouveaux colons, dont une grande partie vient des pays germanophones. Il aide à la fondation en 1855 de la paroisse catholique allemande Sainte-Cunégonde (devenue aujourd'hui Saint-Joseph), ainsi avec Antoine Le Claire que la paroisse Sainte-Marguerite à l'est de la ville et l'église Sainte-Marie, près du cimetière (dont il est le desservant jusqu'en 1868).

### Dernières années
Il retourne dans sa France natale en 1868, pensant n'y rester qu'en visite ; mais les circonstances l'empêchent de revenir à Davenport. Il aide encore de là-bas à la fondation à Davenport d'une institution charitable tenue par les Sœurs de la Miséricorde qui grâce à lui peuvent ouvrir un hôpital dans une ancienne école de Marquette Street.
Il meurt à Sainte-Geneviève-sur-Argence en 1875.

## Source
- (en) Cet article est partiellement ou en totalité issu de l’article de Wikipédia en anglais intitulé « J.A.M. Pelamourgues » (voir la liste des auteurs).